# Реморкер (песма)
Реморкер је песма новосадског кантаутора Ђорђа Балашевића. Песма је са албума Три послератна друга.

## Композиција
Песма је компонована у А-дуру. Ова песма је заправо, обрада песме Полууспавнка, са истоименог сингла. Аранжман је урадио Александар Дујин, док је музику и текст радио сам аутор.

## Спот
Спот за ову песму је снимљен у Новом Саду. Осим њега, у споту учествује и његов бенд.